# 국가 고객 만족지수
국가 고객 만족도(NCSI, National Customer Satisfaction Index)는 해당 소비자의 제품이나 서비스이용 만족지수를 측정·조사하여 100점 만점으로 계량화한 지수이다. NCSI는 1998년 산업통상자원부 산하 특별법인인 한국생산성본부가 미국 미시간대학교 국가품질연구소와 공동으로 개발하였으며, 매년 한국생산성본부가 조사를 실시하고 조선일보에 분기별 결산 결과를 보도하고 있다.

## NCSI 지수모델
NCSI는 미국소비자만족지수(ACSI, American Coustomer Satisfaction Index)와 같이 SERVQUAL의 하위 이론인 갭 이론(Gaps Model)을 따른다. 제품 및 서비스에 대한 소비자의 인지 품질, 기대수준, 인지가치 등의 선행요인이 종합만족 수준에 영향을 끼치며, 고객불만수준과 고객충성도 등 성과변수로 이어진다. NCSI는 전반적 만족도, 기대대비 만족도, 이상 대비 만족도를 통해 NCSI 지수를 산출하고, 이 지수를 바탕으로 각 변수의 비중과 가중을 산출하며 그 영향력을 추정한다.
또한 NCSI는 다중지표 다중원인 모델인 PLS기법을 사용한다. 타 지수모델은 각 설문항목마다 가중치를 임의로 정하여 만족지수를 산출하는데 비해, NCSI 지수모델은 임의 가중치를 정하는 과정에서의 편향을 배제하기 위해 거꾸로 만족지수로부터 각 설문항목의 영향도를 분석한다. 각 설문결과마다 만족지수에 끼치는 변수들의 영향력과 그 정도가 다르다. 만족지수 측정 뿐만 아니라 원인이 되는 요소를 예측추정할 수 있으며, 고객만족도 개선전략을 도출하기에 용이하다. 때문에 구조방정식 모델은 다차원적이며, 한국생산성본부가 KAIST와 공동개발한 별도 프로그래밍툴을 사용한다.
설문을 통해 측정변수값을 기록하고, 이 측정변수가 잠재변수를 구성하는 값이 된다.
| 잠재변수     | 측정변수                                        |
| ------------ | ----------------------------------------------- |
| 고객기대수준 | 구입 전 평가                                    |
| 인지품질수준 | 구입 후 평가                                    |
| 인지가치수준 | 가격 대비 품질 수준 품질 대비 가격 수준         |
| 고객만족지수 | 전반적 만족도 기대 대비 만족도 이상 대비 만족도 |
| 고객불만     | 공식적/비공식적 불만 제시율 및 내용             |
| 고객충성도   | 재구매 가능성 및 가격허용율 구전 긍정도         |

#### 조사 대상 및 설계
| 분류군      | 개수   | 쿼터 선별 기준               |
| ----------- | ------ | ---------------------------- |
| 대산업군    | 7      | 한국표준산업분류 코드 기준   |
| 중산업군    | 64     | GDP 대비 기여도              |
| 기업군      | 287    | 시장점유율 및 인지도, 기여도 |
| 소비자 표본 | 80,000 | 누적소비 경험정도            |

2016년 현재 64개 산업, 289개 기업의 80,000여 소비자 표본을 통해 GDP의 약 85% 이상을 대상으로 조사를 실시하고 있다. GDP 비중으로 크게 비내구재 제조업, 내구재 제조업 및 건설업 등 제조/통신분야, 도·소매업, 숙박 및 음식점업, 금융 및 보험업 등 서비스분야로 대산업군을 분류하며, 수도사업이나 보건 및 사회복지사업 등 일부 공공서비스도 포함된다.
NCSI는 조사대상 기업의 제품 및 서비스를 직접 이용한 일정 기준의 누적 소비경험이 있는 소비자를 선별, 조사하여 결과를 반영하고 있으며, 구조화된 설문지를 사용하여 1:1 개별면접 (인터뷰) 방식으로 진행되며, 1인당 단일 기업에 대해서만 응답 가능하다. 표본 수는 기업당 278명의 소비자 표본을 원칙으로 하며, 연령이나 성별, 지역 등 기업의 소비자 구성비율에 맞추어 표본 비율 또한 조정된다. 평균적으로 중산업군 별 상위 5개 기업을 대상으로 하므로, 산업의 표본 수는 약 1,400명이다. 설문에서는 이용 전 기대수준 및 이용 후 만족 수준, 이상 대비 만족 수준을 공통으로 질문하고, 주요 품질요인인 잠재변수 및 세부 품질요인인 측정변수는 산업군마다 별개로 구성되어 만족 수준의 변수를 측정한다.

## 같이 보기
- 고객 관계 관리